# Günther Brockmann
Günther Brockmann (* 6. Oktober 1931 in Braunschweig; † 11. August 2018 in Köln) war ein deutscher Münz- und Antiquitätenhändler und Numismatiker.

## Werdegang
Brockmann wuchs in Köln in einer Familie auf, in deren Alltag Kunst, Antiquitäten und Literatur von großer Bedeutung waren. Brockmanns Großvater war ein Antiquitätenhändler, der Einkäufe in ganz Europa tätigte und im Raum Hannover adelige Kunden bediente. Nach dem Tod des Großvaters übernahmen Brockmanns Mutter und ihr Ehemann den Antiquitätenhandel und verlegten den Firmensitz nach Köln.
Brockmann wuchs mit dem elterlichen Antiquitätengeschäft unweit des Zeughauses und des Appellhofplatzes in der Kölner Innenstadt auf. Nach dem Abitur studierte Brockmann Volkswirtschaftslehre und promovierte 1959 an der Universität Graz mit einer Dissertation über neue Aktienformen. Anschließend arbeitete Brockmann im Antiquitätengeschäft seiner Eltern.

## Numismatik
Neben seiner beruflichen Tätigkeit im Antiquitätenhandel widmete sich Brockmann intensiv der Numismatik. Er war ein  Experte für die Münzen und Medaillen der Welfen und der Preußen. 1985 und 1987 veröffentlichte Brockmann ein zweibändiges Werk über die Medaillen der Welfen. 1994 folgte ein Band über die Medaillen von Brandenburg-Preußen. Beide Veröffentlichungen gelten als Standardwerke für ihr Gebiet.

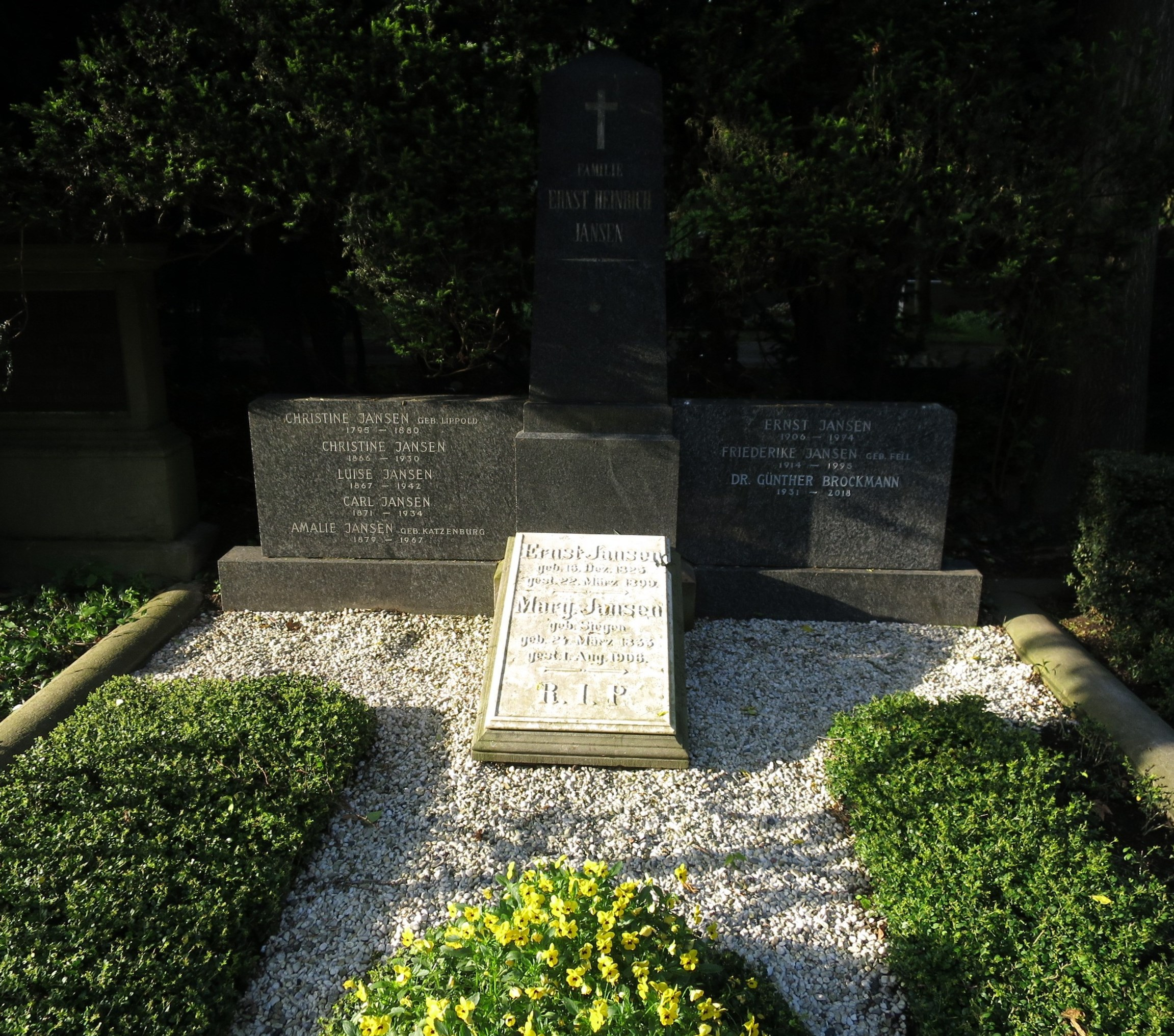
Grab Melaten-Friedhof

1968 eröffnete Brockmann in einem Ladenlokal unmittelbar neben der elterlichen Antiquitätenhandlung gemeinsam mit Tyll Kroha das Kölner Münzkabinett Tyll Kroha (heute Kölner Münzkabinett). Beide Inhaber brachten dazu ihre eigenen Münzsammlungen in das Geschäft ein. Ein Schwerpunkt der Geschäftstätigkeit waren die bis heute stattfindenden halbjährlichen Münzauktionen. 1975 verließ Brockmann das Münzkabinett und übernahm mit seiner Ehefrau das elterliche Antiquitätengeschäft.
Brockmann starb 2018 im Alter von 86 Jahren und wurde auf dem Kölner Melaten-Friedhof (MA, zwischen Lit. O und HWG) beigesetzt.

## Veröffentlichungen (Auswahl)
- Neuere Wege der Kapitalbeschaffung über den Aktienmarkt. An den Beispielen der Kleinaktie, der begünstigten Volksaktie, des Investmentzertifikates und der Belegschaftsaktie. Dissertation, Universität Graz 1959.
- Die Medaillen der Welfen. Die Geschichte der Welfen im Spiegel ihrer Medaillen. 2 Bände, Selbstverlag, Köln;
  - Band 1:  Linie Wolfenbüttel. 1985, ISBN 3-7657-0000-2;
  - Band 2:  Linie Lüneburg/Hannover. 1987, ISBN 3-9801253-1-9;
- Die Medaillen Joachim I.–Friedrich Wilhelm I. 1499–1740 (= Die Medaillen der Kurfürsten und Könige von Brandenburg-Preußen, Band 1). Selbstverlag, Köln 1994, ISBN 3-9801253-3-5.